# System (Geologie)
| Chronostratigraphie | Geochronologie |
| ------------------- | -------------- |
| Äonothem            | Äon            |
| Ärathem             | Ära            |
| System              | Periode        |
| Serie               | Epoche         |
| Stufe               | Alter          |

Ein System bezeichnet in der Erdgeschichte eine Einheit der Chronostratigraphie. Sie entspricht in der Geochronologie der Einheit Periode. Ein System bzw. eine Periode umfasst in der Regel Zeitintervalle von mehreren Zehnermillionen Jahren.

## Definition
Ein System ist in der Hierarchie der Rangstufen der chronostratigraphischen Einheiten die mittlere von insgesamt fünf Einheiten. In der Geochronologie entspricht diese Zeitspanne der Einheit Periode. Die Begriffe System und Periode werden in der Literatur häufig – aber nicht ganz korrekt – als Synonyme gebraucht. Die Grenzen der chronostratigraphischen Einheit System werden durch isochrone (zeitgleiche) stratigraphische Flächen begrenzt, die durch biostratigraphische Marker oder auch andere Ereignisse definiert sind. Die Systeme sind durch die Grenzflächen zwischen zwei aufeinanderfolgenden Systemen sowie durch deren Abfolge in der Zeit relativ definiert, das heißt, das absolute Alter der Grenzflächen und der absolute Zeitumfang eines Systems sind nicht in dieser Definition enthalten, da sich die absoluten Alter der Grenzflächen durch andere oder neuere Methoden der Altersbestimmung immer noch ändern können. Die Festlegung dieser Grenzen erfolgt real an einer bestimmten Lokalität an einem ganz bestimmten Punkt im Profil (GSSP). Ab der Ediacarium-Grenze zurück in die Erdgeschichte werden auch die Systemgrenzen absolut geochronologisch definiert. Ab dieser Grenze sind die darunterfolgenden, älteren Systeme identisch mit den jeweiligen äquivalenten geochronologischen Einheiten (Perioden). Es gibt aber Bestrebungen, auch diese Grenzen chronostratigraphisch zu definieren und einen GSSP festzulegen. Die absolute Dauer eines Systems bzw. einer Periode ist meist historisch bedingt und variiert beträchtlich, von wenigen Millionen Jahren bis zu mehreren hundert Millionen Jahren im Proterozoikum.

## Gliederung
In der Hierarchie der chronostratigraphischen Einheiten ist ein System eine untergeordnete Einheit eines Ärathems, das heißt mehrere Systeme werden in einem Ärathem zusammengefasst. In der Geochronologie werden die entsprechenden Perioden zu einer Ära gruppiert. Ein System kann wiederum selber in mehrere untergeordnete Serien gegliedert sein, eine Periode in mehrere Epochen.

## Namensgebung
Die heute international gültigen Namen der Systeme der Chronostratigraphie bzw. ihrer Äquivalente in der Geochronologie wurden bereits alle im 19. Jahrhundert benannt. Die Benennung erfolgte nach historischen Landschaften (zum Beispiel Kambrium), antiken Volksstämmen (zum Beispiel Silur), Eigenheiten der Gesteinsausbildung (z. B. Kreide), Bodenschätzen (Karbon), Ausbildung des Systems in Mitteleuropa (zum Beispiel Trias = Dreiheit) etc. Allerdings bestand über die Benennung einzelner Systeme oft lange Zeit keine Einigkeit (zum Beispiel Dyas vs. Perm). Einzelne ältere Systeme wurden in zwei Systeme unterteilt (zum Beispiel das alte Silur in das heutige Silur und Ordovizium), das Tertiär sogar erst vor kurzer Zeit in die Systeme Paläogen und Neogen.